# Kurumeşe, Karasu
Kurumeşe là một xã thuộc huyện Karasu, tỉnh Sakarya, Thổ Nhĩ Kỳ. Dân số thời điểm năm 2008 là 464 người.